# Ölands runinskrifter 21
Öl 21 är fragmentet av en runsten som finns i Hulterstads kyrka i Hulterstads socken på Öland. Sannolikt har Öl 21 jämte de andra stenarna som förvaras i kyrkan ingått i ett gemensamt minnesmonument.
Runstenen som är rikligt utsmyckad upptäcktes i slutet av 1860-talet på Hulterstads kyrkogård norr om kyrkan tillsammans med gravupptagning. Eftersom stenen var för tung stöttes den sönder med en järnstång. Tre bitar togs upp medan ett fjärde stycke blev kvar i jorden och återfanns 1931. Stenens inskriftssida och kanter är genomgående tillhuggna. Ornamentiken är upphöjd och längs kanten löper en ram med runtexten. I Hulterstads kyrka finns tre runstenar och flera runstensfragment. Bäst bevarat av dessa är Öl 21 som står tillsammans med Öl 22 och Öl ATA 4684/43B i ett rum under kyrkan. Alla tre går i samma stil och två av dem nämner "stenarna" i plural. De är av grå kalksten med ornamentik i relief och ristaren torde vara Korp (A). Den översatta inskriften på Öl 21 lyder enligt nedan:  

## Inskriften
Translitterering av runraden:
... ...fr ' lit ' reisa ' steina ' efti- seuar ' faþur ' s-n ' goþan '
Normalisering till runsvenska:
... ... let ræisa stæina æfti[R] Sævar, faður s[i]nn goðan.
Översättning till nusvenska:
... ... lät resa stenarna efter Sävar, sin gode fader

## De övriga fragmentens inskrifter
Den bevarade texten på Öl 22 lyder translittererad: ...na ' (þ)... [-]ftir + ... (konjektur: ... [stei]na þ[essa] [e]ptir ...). och på den tredje stenen, Öl ATA4684/43B: gyþa ' lit ' re... normaliserat till Gyða lét re[isa] ... och på nusvenska: Gyda lät resa.